# Miroslav Berka
Miroslav Berka (22. října 1944 Praha – 19. května 1987 Praha) byl český rockový klávesista, zakládající člen kapely Olympic.
Po maturitě na průmyslové škole spojové techniky v Praze roku 1962 pracoval u spojů, pak se stal profesionálním hudebníkem. Doprovázel Pavla Sedláčka a hrál v Crazy Boys po boku Ladislava Štaidla a Mikyho Volka, dále Golden Star a opět s Miki Volkem. V roce 1963 spoluzaložil skupinu Olympic, se kterou strávil dvacet pět let svého života a ve které působil až do své smrti.

## Kariéra
V Olympicu hrál na klávesové nástroje, zpočátku hlavně na klavír – to když hrál v prvních letech svůj nejoblíbenější styl hudby – rock'n'roll. Když Olympic přešel na beatovou vlnu, vyvolanou hlavně Beatles, začal hrát na foukací harmoniku (ve skladbě „Želva“') a na varhany, cemballo a jiné. Na albu Pták Rosomák opět zasedl za piano, ale i za cembalo, klavichord a podobné méně obvyklé klávesové nástroje. Piana se držel až do 70. let, kdy už ale začal převážně užívat elektrická piana Fender a později ARP, což předvedl na albu Olympic 4 (1973).
V polovině 70. let začal hrát na syntezátor, který využil naplno např. u alba Marathon. Po příchodu Milana Brouma na sklonku roku 1975 zažil takzvanou druhou slávu Olympicu, odstartovanou vydáním první části „olympické trilogie“ – Prázdninami na Zemi. Poté následovala Ulice a po ní Laboratoř. Na těchto albech již používal pouze artrockové syntetizátory a výjimečně elektrická piana. Na albu Kanagom (1985) jen syntezátory.
V té době sázel na koňské dostihy a navštěvoval kasino, kde hrál karetní hry.[zdroj⁠?!] Petr Janda přijal na přelomu let 1985/86 do kapely druhého klávesistu Jiřího Valentu. Berka hrál pouze doprovody a menší sóla jako např. na albu Bigbít (1986).
Berka propadl gamblerství natolik, že hrál karty také v soukromých společnostech. Dne 19. května 1987 byl nalezen mrtvý ve sklepě jednoho z domů v Růžové ulici, v němž prohrál značnou sumu, při cestě na koncert ze svého bytu na adrese Chodská 1315/18, Praha 2 - Vinohrady do Lucerny. Oficiálně se jednalo o sebevraždu, ovšem existují pochybnosti.

## Užívané hudební nástroje
Yamaha DX7, Roland Juno 106, Korg Poly-61, Yamaha CS-01, KORG Mini 700S, Fender Rhodes, ARP digi-piano, Maxi-Korg S, Elka Strings, Wurlitzer, Vox Continental, Hohner Clavinet, Gibson Les Paul Custom (na albu Olympic 4).

## Rodina
Jeho první ženou byla modelka Irena Berková. Podruhé se oženil s Petrou Berkovou, s níž měl dceru Annu, která se narodila dva měsíce po jeho smrti.